# Pseudochironomus richardsoni
Pseudochironomus richardsoni är en tvåvingeart som beskrevs av Malloch 1915. Pseudochironomus richardsoni ingår i släktet Pseudochironomus och familjen fjädermyggor. Inga underarter finns listade i Catalogue of Life.